# Страхінє-Радобойсько
46°10′ пн. ш. 15°53′ сх. д. / 46.17° пн. ш. 15.89° сх. д.
Страхінє-Радобойсько (хорв. Strahinje Radobojsko) — населений пункт у Хорватії, в Крапинсько-Загорській жупанії у складі громади Радобой.

## Населення
Населення за даними перепису 2011 року становило 58 осіб.
Динаміка чисельності населення поселення:

## Клімат
Середня річна температура становить 9,99 °C, середня максимальна – 24,12 °C, а середня мінімальна – -6,36 °C. Середня річна кількість опадів – 1031 мм.
| Клімат поселення                              | Клімат поселення | Клімат поселення | Клімат поселення | Клімат поселення | Клімат поселення | Клімат поселення | Клімат поселення | Клімат поселення | Клімат поселення | Клімат поселення | Клімат поселення | Клімат поселення | Клімат поселення |
| Показник                                      | Січ.             | Лют.             | Бер.             | Квіт.            | Трав.            | Черв.            | Лип.             | Серп.            | Вер.             | Жовт.            | Лист.            | Груд.            |                  |
| Середній максимум, °C                         | 5,59             | 7,67             | 11,80            | 16,15            | 21,10            | 24,12            | 23,44            | 22,89            | 18,93            | 13,83            | 8,20             | 4,52             |                  |
| Середня температура, °C                       | −0,38            | 1,70             | 5,83             | 10,19            | 15,13            | 18,16            | 19,69            | 19,14            | 15,17            | 10,08            | 4,45             | 0,79             |                  |
| Середній мінімум, °C                          | −6,36            | −4,26            | −0,15            | 4,22             | 9,16             | 12,18            | 15,96            | 15,41            | 11,42            | 6,31             | 0,72             | −2,96            |                  |
| Норма опадів, мм                              | 50               | 53               | 71               | 77               | 89               | 120              | 101              | 100              | 99               | 100              | 98               | 73               |                  |
| Середньомісячна швидкість вітру, м/с          | 1.70             | 1.90             | 2.30             | 2.26             | 2.12             | 1.90             | 1.85             | 1.68             | 1.66             | 1.70             | 1.80             | 1.78             |                  |
| Середньомісячна сонячна радіація, кДж/м²·день | 4036             | 6748             | 10414            | 14775            | 18772            | 20572            | 21427            | 18561            | 13793            | 8535             | 4491             | 3189             |                  |
| --------------------------------------------- | ---------------- | ---------------- | ---------------- | ---------------- | ---------------- | ---------------- | ---------------- | ---------------- | ---------------- | ---------------- | ---------------- | ---------------- | ---------------- |
| Джерело:                                      |                  |                  |                  |                  |                  |                  |                  |                  |                  |                  |                  |                  |                  |